# أوجيمي
الأوجيمي (緒締め) هي نوع من الخرزات نشأت في اليابان. حيث كانوايرتدونها بينالإنرو والناتسوكي وعادة ما تكون أقل ببوصة طولا. كل منها منقوش في شكل وصورة معينة، على غرارالنيتسوكي، وإن كانت أصغر منها.

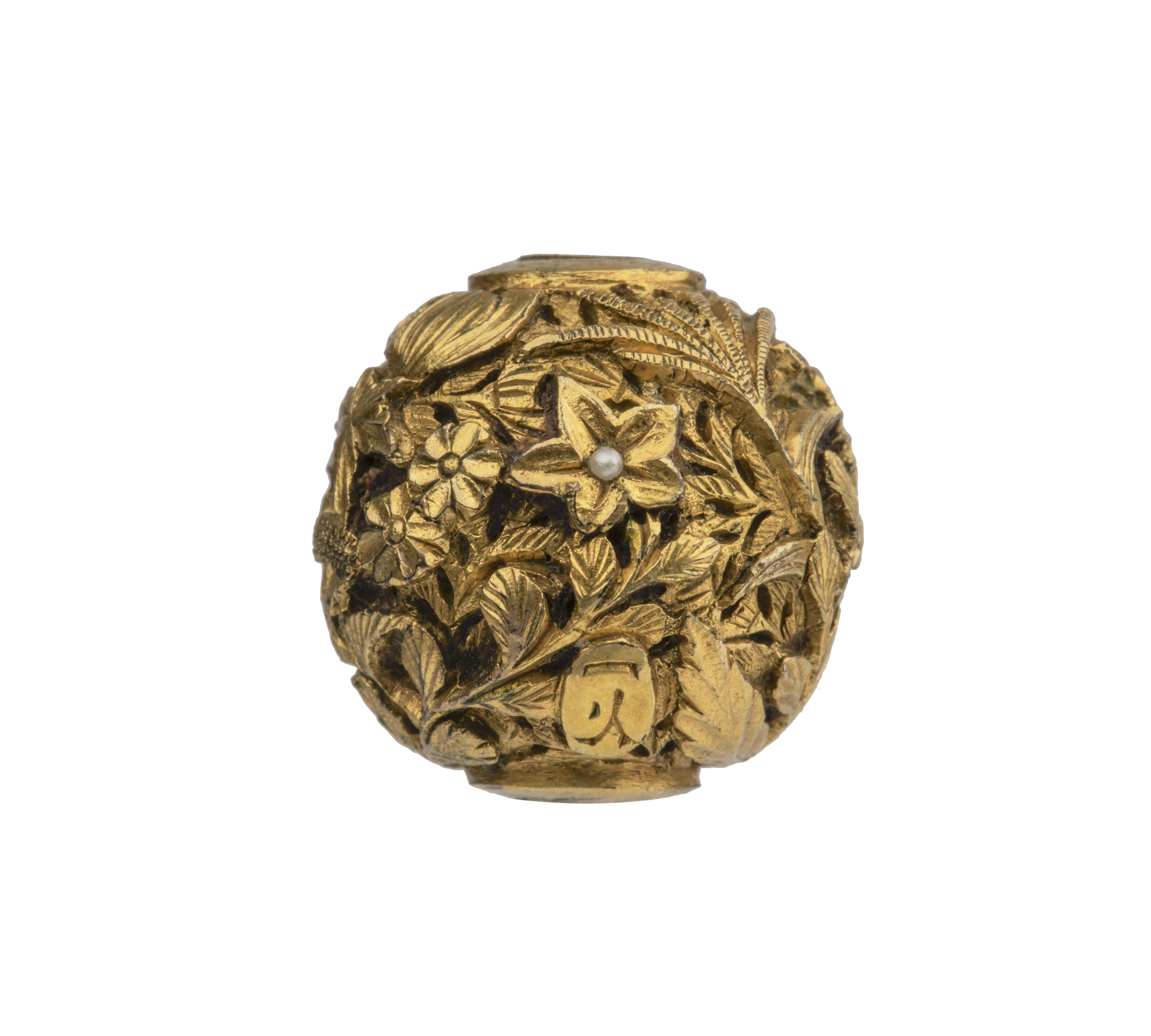
خزرة أوجيمي قديمة من عصر ميجي

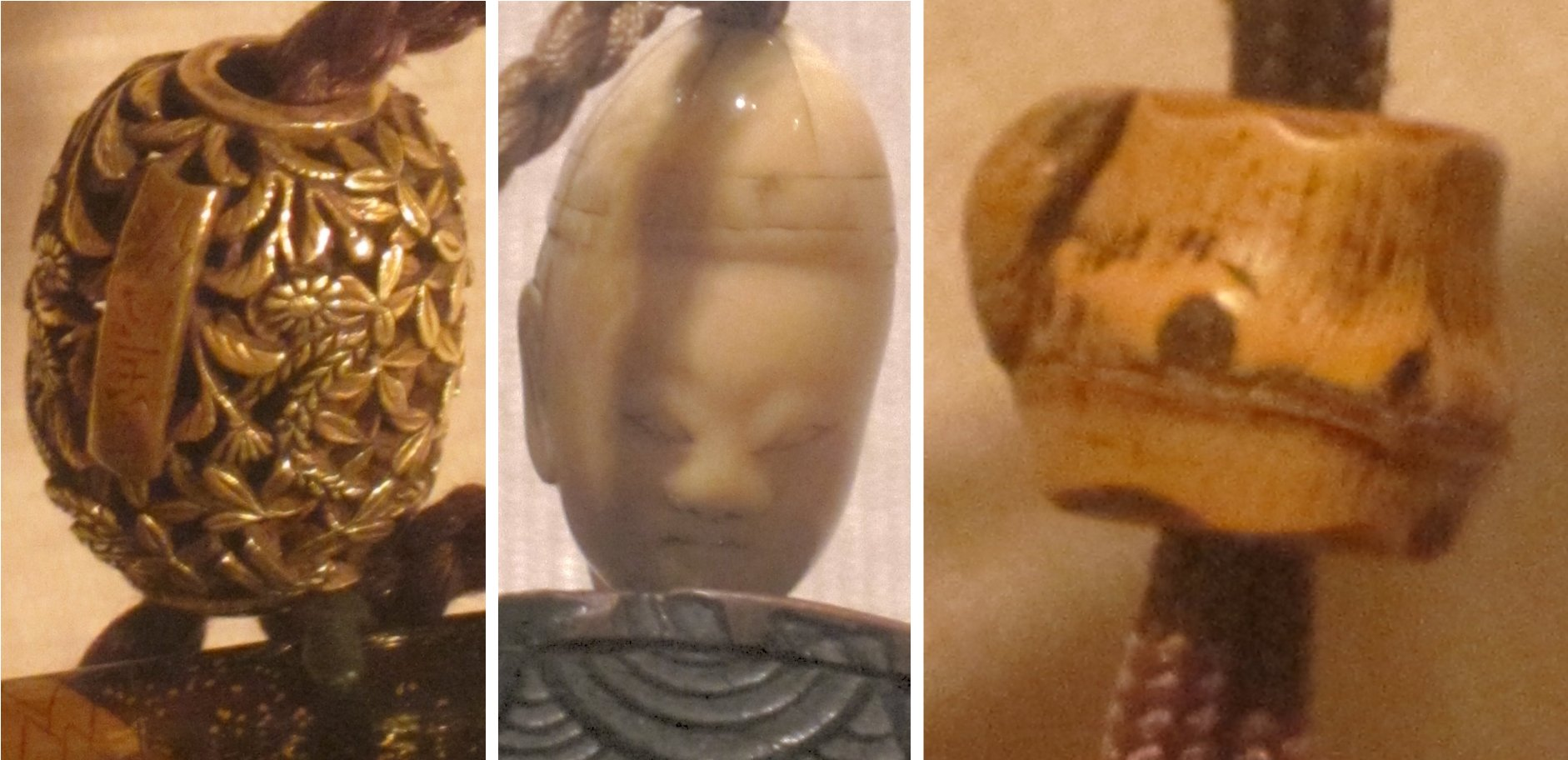
أوجيمي من متحف هونولولو للفنون

يعود تاريخ خرزات الأوجيمي إلى فترة إيدو (1603-1868). حيث يتم ارتداء خرزات الأوجيمي والنيتسوكي والساغيمونو أو الإنرو على الكيمونو التقليدي الياباني. أين كان ارتداء الكيمونو متاحا لجميع فئات الناس خلال القرن السابع عشر والقرن التاسع عشر (فترة إيدو وفترة ميجي)، ولا يزالون يرتدونها حتى اليوم خلال وظائف رسمية معينة في اليابان. 